# 乌斯拉尔
乌斯拉尔（德語：Uslar，發音：[ˈʊslaʁ] ⓘ）是德国下萨克森州诺特海姆县的城市，面积113.58平方千米，2023年12月31日人口为14,166人。